# Jordi Casabona i Barbarà
Jordi Casabona (Barcelona, 1957) és un metge epidemiòleg català que combina la seva activitat científica amb l'escriptura, la poesia, l’escultura  i l'activisme cultural.

## Activitat científica i salubrista
Llicenciat  en medicina i cirurgia a l'Hospital de la Santa Creu i de Sant Pau de Barcelona (1980) i Màster en Epidemiologia i Salut Pública a la Texas University de Houston (USA, 1986), es va doctorar en aquesta mateixa especialitat a la Universitat Autònoma de Barcelona (UAB) el 1990.
Des de 1987 ha dedicat la seva carrera professional a l'àmbit del VIH i les infeccions de transmissió sexual (ITS), treballant a l'Organització Mundial de la Salut (OMS) al Global Program on AIDS (GPA) (1989-1990), a la Generalitat de Catalunya,  com a  Director del Programa de Prevenció i Control de la SIDA (1991-1994),  i en múltiples ocasions ha estat consultor de OMS i del Fons Global. Actualment  es el Director Científic del Centre d'Estudis Epidemiològics sobre el VIH i les ITS de Catalunya (CEEISCAT), que creà l'any 1995 al Campus de Can Ruti.
Entre les seves contribucions destaquen la introducció a l’estat espanyol de la  vigilància bio-conductual en poblacions sentinella, el disseny del Sistema Integrat de Vigilància Epidemiològica de VIH/SIDA/ITS de Catalunya (SIVES), la creació de la cohort catalanobalear PISCIS de persones amb VIH, així com  les xarxes internacionals COBATEST i RIGHT Plus.
El 1998 va fundar la Fundació SIDA Barcelona 2002 -després Fundació Sida i Societat-  per organitzar la XIV International AIDS Conference celebrada a Barcelona el juliol de 2002 en la que van participar Nelson Mandela i Bill Clinton i que entre 2006 i 2017 va implementar diversos projectes de cooperació a Guatemala, reconeguts com a exemples de bones pràctiques  per l’Agència Catalana de Cooperació i Desenvolupament.
Com a docent, dona classes d'Epidemiologia i de Medicina Preventiva i Salut Pública a la UAB (Campus de Can Ruti) des de l'any 1992, i des de 2022, a la Universitat de Manresa.
Ha publicat diversos llibres i més de 300 articles científics en la seva especialitat.

## Activitat cultural i literària
Ha publicat diversos articles d'opinió i divulgació en revistes i diaris com El Temps, La Vanguardia,  El Punt-Avui i assíduament a El Periódico.
Ha estat un impulsor de diverses activitats culturals, entre les quals destaquen la reforma de la La Massa Centre de Cultura Vilassarenc, una entitat fundada l'any 1880 que va presidir entre 2009 al 2012; el Cicle de Jazz i Poesia (2011-2012) i la vetllada Poetico Musical de Vilassar de Dalt (2007-2023).
Ha  impartit diverses conferencies sobre Medicina i Poesia ens institucions acadèmiques i sanitàries i ha publicat tres llibres de poesia, diversos poemes i poemes visuals en revistes, així com  narracions curtes i cròniques.
Com escultor ha realitzat dues exposicions: Espai Amill de Vinyols i els Arcs el 2023 i  Ateneu Torrellenci de Torrelles del Llobregat el 2024).

## Publicacions literàries[calcitació]

### Poesia

#### Poemaris
- En la mesura dels angles (Ed. Columna, Barcelona, 1998, poemari en català)
- "Del Alba a su Pesar" (Ed. Calima, Madrid, 2005, poemari en castellà)[11]
- Més enllà de la sorra (Ed. El Pont de Petroli, Badalona, 2016, haikú).

#### Revistes
- Diversos poemes, poemes visuals i traduccions poètiques a la revista ALGA (Castelldefels, 2005, 2015, 2016)

### Narracions i cròniques

#### Revistes
- Narracions curtes a la revista literària Bossanova (Mallorca, 2004)
- "La Tormenta" a "Doctor ... supongo” (Ed. Ikusager, Bilbo, 2012)[12] (crònica de viatges)